# Pikku-Rävä
Pikku-Rävä eller Pieni Räväjärvi är en sjö i Finland. Den ligger i kommunen Kuusamo i landskapet Norra Österbotten, i den nordöstra delen av landet, 700 km norr om huvudstaden Helsingfors. Pikku-Rävä ligger 239,9 meter över havet. Den är 16,69 meter djup. Arean är 98,5 hektar och strandlinjen är 9,26 kilometer lång. Sjön  ingår i Koundaälvens huvudavrinningsområde.   
I övrigt finns följande i Pikku-Rävä:
- Saunasaari (en ö)

I övrigt finns följande vid Pikku-Rävä:
- Räväjärvi (en sjö)